# Liste für ein anderes Tirol
Liste für ein anderes Tirol (LAT) war der Name einer grün-alternativen Wahlpartei, die bei der Landtagswahl in Tirol 1984 kandidierte. Die Liste für ein anderes Tirol führte dabei einen unkonventionellen Wahlkampf mit dem Schwerpunkt auf Umweltfragen, wobei sie insbesondere im städtischen Bereich punkten konnte. So erzielte die LAT im Wahlkreis Innsbruck-Stadt 4,8 % der Stimmen, auf Grund des schlechteren Abschneidens in den ländlichen Gemeinden erreichte die LAT insgesamt jedoch nur 2,9 % der Stimmen und verfehlte somit den Einzug in den Landtag.